# Reftec
Reftec är en samarbetsorganisation mellan sju studentkårer  vid tekniska högskolor eller fakulteter i Sverige, nämligen:
- Chalmers studentkår, Chalmers tekniska högskola
- Linköpings teknologers studentkår (LinTek), Linköpings universitet
- Tekniska Högskolans Studentkår, KTH
- Teknologkåren vid Luleå tekniska universitet, Luleå tekniska universitet
- Teknologkåren vid Lunds tekniska högskola, Lunds universitet
- Uppsala teknolog- och naturvetarkår, Uppsala universitet
- Umeå naturvetar- och teknologkår, Umeå universitet

Reftec består av undergrupper som utbyter information, diskuterar och samarbetar: 
- KORK, kårordförandes rådskonferens. Reftecs styrelse, men utbyter också erfarenheter och är ett stöd för varandra i rollen som kårordförande.
- VORK, vice ordförandes rådskonferens. Diskuterar budget-, avtals- och förvaltningsfrågor.
- RUBIK, Reftecs utbildnings- och internationaliseringskommitté. Bildades hösten 2005 genom att IOR och URK slogs samman.
- ARG, Sveriges teknologers arbetsmarknadsgrupp. Diskuterar arbetsmarknadsarrangemang, praktik och examensarbetesfrågor.
- STORK, studiesociala ordförandenas rådskonferens. Diskuterar studiesociala frågor.
- STARK, studiesociala ordförandenas rådskonferens. Diskuterar studiesociala frågor med fokus på arrangemang och alkohol.
- INTORK, informationsansvariga och tidningsredaktionsordförandes rådskonferens. Diskuterar informationsspridning, marknadsföring och kårtidningar. Bildades genom att TORK och INFARK slogs samman

Undergrupper som har avvecklats:
- IOR, internationella ordförandens råd. Diskuterade internationella utbildningsfrågor och utbytesprogram
- URK, utbildningsutskottsordförandenas rådskonferens. Diskuterade utbildningsfrågor
- MARK, mottagningsansvarigas rådskonferens. En grupp som började som ett specialmöte för stork. Diskuterar mottagningsfrågor.
- SMURF, samråd under Reftecs fana. En grupp som skulle finnas för att samla de som inte passade in i andra grupper.
- TORK, tidningsredaktörernas ordförandes rådskonferens. Diskuterar kårtidningsfrågor och utbyter idéer.
- INFARK, Informationsansvarigas rådskonferens. Diskuterar marknadsföring och informationsspridning hos kårerna.

## Reftecs stora pris
Reftecs stora pris delas sedan 2001 ut varje år till en person eller grupp av personer som främjat svensk teknikutveckling, som genom pedagogiska insatser verkat för de tekniska vetenskapernas studium eller som verkat som föredöme för svenska teknologer. 
| Pristagare                                     | År   |
| ---------------------------------------------- | ---- |
| Lego                                           | 2002 |
| Hjärnkontoret                                  | 2003 |
| Teknikåttan                                    | 2004 |
| Tom Tits Experiment                            | 2005 |
| Volvo Personvagnar                             | 2006 |
| Ingenjörer och Naturvetare utan gränser        | 2007 |
| Christer Fuglesang                             | 2008 |
| Skypes grundare Niklas Zennström & Janus Friis | 2009 |
| Eva Funck                                      | 2010 |
| Rune Andreasson                                | 2011 |
| Patrik Norqvist                                | 2012 |
| Felix Herngren och Teknikföretagen             | 2013 |
| Institutet med Karin & Jesper                  | 2014 |
| Tekniksprånget                                 | 2015 |
| Kodcentrum                                     | 2016 |
| Pepp!                                          | 2017 |
| Inga Ingenjör                                  | 2018 |

Reftec ägde tidigare ett företag för annonssamordning, Gramse, vilket är avvecklat.
Tidigare var Reftec ett samarbetsorgan inom SFS, med en heltidsarvoderad ordförande. I samband med att SFS skar ner i verksamheten för att spara pengar så försvann Reftec ur SFS-organisationen. Teknologkårerna valde då att driva Reftec vidare som ett eget samarbete. Under verksamhetsåret 94/95, som var Reftecs första utanför SFS, hade man en heltidsarvoderad ordförande och hyrde ett rum i SFS kansli, men Reftecs styrelse (som på den tiden bestod av 1-3 ledamöter per medlemskår) valde att under året banta de ekonomiska ramarna och därefter hade man inte längre någon arvoderad, utan mycket av verksamheten flyttades ut på medlemskårerna.
VORK, STARK, MARK och TORK (se ovan) är undergrupper som tillkommit på senare år, det vill säga de fanns inte med under det första året efter att Reftec skapats som egen organisation.